# Ramasse
Ramasse es una comuna francesa del departamento de Ain, en la región de Auvernia-Ródano-Alpes. Pertenece a la comunidad de aglomeración del Bassin de Bourg-en-Bresse.

## Demografía
| 165 | 171 | 156 | 163 | 189 | 219 | 250 | 288 |
| Para los censos de 1962 a 1999 la población legal corresponde a la población sin duplicidades (Fuente: INSEE [Consultar]) |     |     |     |     |     |     |     |